# Große Synagoge (Osarynzi)

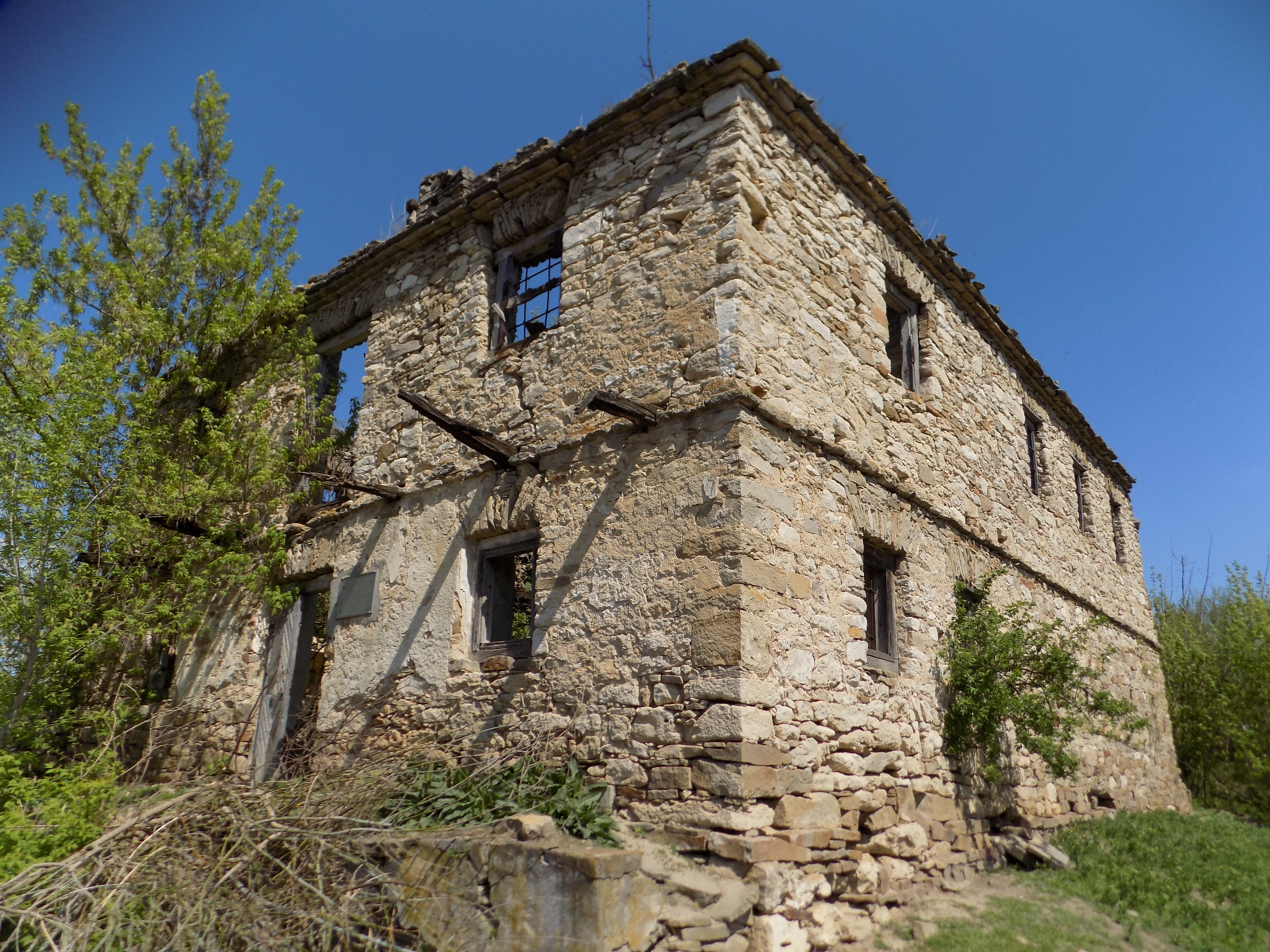
Blick von Südwest (2018)

Die Große Synagoge in Osarynzi, einem Dorf im Rajon Mohyliw-Podilskyj in der ukrainischen Oblast Winnyzja, wurde um 1800 erbaut. Sie ist heute eine Ruine.

## Geschichte
Die Synagoge wurde zu Beginn des 19. Jahrhunderts erbaut und ersetzte dabei eine ältere aus dem 16. Jahrhundert. Sie wurde in den 1920er oder 1930er Jahren von den sowjetischen Behörden geschlossen. Im Zweiten Weltkrieg wurden im Rahmen des Holocaust Juden des Ortes in dem Gebäude ermordet. Eine Plakette weist darauf hin. Vermutlich wurde das Gebäude zu dieser Zeit auch schwer beschädigt.

## Architektur
Das Gebäude hat äußere Abmessungen von 16 × 11 m. Es war in den nahezu quadratischen Gebetsraum der Männer im Osten sowie dem Vestibül mit dem Frauengebetsraum darüber unterteilt. Der Zugang war durch zwei Türen zentral in der Westwand; unten zum Vestibül und darüber zu dem Frauenraum. Zugang zu diesem war über eine äußere Treppe an der Südwestecke und eine äußere Empore. Erkennbar ist dies noch an den außer der Wand herausragenden Balken.
Sowohl Vestibül (unten) als auch der Frauengebetsraum (oben) hatten rechteckige Fenster. Die Haupthalle hatte auf den drei Außenseiten je vier, ebenfalls rechteckige, Fenster, jedoch nur oben; sie  erstreckte sich über beide Stockwerke. Der Frauenraum war durch vier horizontale Schlitze mit dem Gebetsraum der Männer verbunden, dazwischen war noch eine kleine zentrale Öffnung.
Von der Bima ist nichts mehr erhalten; vom Toraschrein ist lediglich noch eine 33 cm tiefe Nische in der Wand zu sehen.